# Tawali
Tawali is een bestuurslaag in het regentschap Bima van de provincie West-Nusa Tenggara, Indonesië. Tawali telt 4782 inwoners (volkstelling 2010).